# おおいぬ座ゼータ星
おおいぬ座ζ星は、おおいぬ座の恒星で3等星。おおいぬの足先に位置する。

## 概要
天の川銀河の星間塵の影響を受けて、本来の明るさから約16%ほど暗く見える。変光星であるという説もあるが、それを支持する十分な観測結果は得られていない。超新星爆発を起こすか否かの境界近くの質量を持っているが、超新星爆発は起こさず、惑星状星雲を伴ったネオンと酸素からなる質量の大きな白色矮星になるものと考えられている。
分光連星で、伴星は平均距離3.2au（近点1.4au、遠点5.1au）、離心率0.57 という細長い楕円軌道を675日の周期で周っている。伴星の物理的な特徴はよくわかっていない。約3分にある8等星とは連星ではなく見かけの二重星の関係である。

## 名称
学名はζ Canis Majoris（略称：ζ CMa）。固有名フルド (Furud) は「孤独なもの」といった意味のアラビア語 al-furūd に由来する。元々、現在のケンタウルス座やはと座の領域の星々に対して使われた言葉が、この星の名前として誤って使われるようになったものである。2016年7月20日に国際天文学連合の恒星の命名に関するワーキンググループ (Working Group on Star Names, WGSN) は、Furud をおおいぬ座ζ星の固有名として承認した。